# شیر بهادر دیوبا
شیر بهادر دیوبا (نپالی: शेरबहादुर देउवा؛ زادهٔ ۱۳ ژوئن ۱۹۴۶) سیاست‌مدار اهل نپال است که عضو کنگره نپال و مجمع قانون اساسی بوده و توسط دیوانعالی نپال در ۱۳ ژوئیه ۲۰۲۱ به نخست وزیری این کشور برگزیده شده است.